# طالع‌بینی هلنیستی

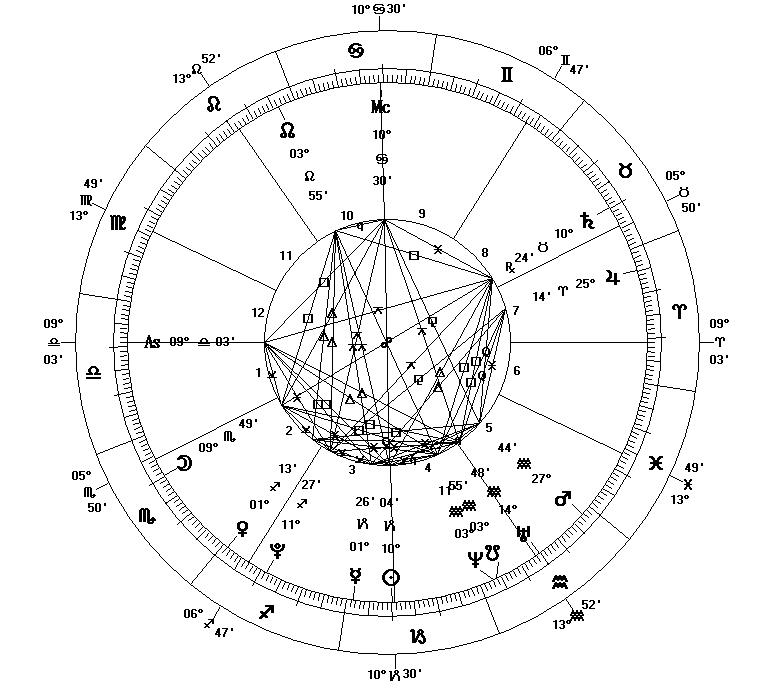
نمادی از یک طالع‌بینی

طالع‌بینی هلنیستی (انگلیسی: Hellenistic astrology) سنت طالع‌بینی زایچه است که در اواخر عصر هلنیستی در و اطراف حوضه مدیترانه، به‌ویژه درمصر توسعه و اجرا شد. متون و اصطلاحات فنی این سنت طالع بینی عمدتاً به زبان یونانی باستان (یا گاهی لاتین نوشته شده‌است.